# Школа № 1517
Школа № 1517 — государственное бюджетное общеобразовательное учреждение города Москвы, расположена в районе Хорошёво-Мнёвники Северо-Западного административного округа по адресу: Живописная улица, д. 11, корп. 1. По состоянию на 2019 год включает в себя 7 школьных корпусов и 9 корпусов дошкольного отделения.

## Рейтинги
Гимназия изначально была общеобразовательной школой № 88. В 1994 году (23 августа) при директоре Алексее Лазаревиче Баренбауме преобразована в гимназию № 1517.
Школьники старших классов имеют возможность выбрать индивидуальный план обучения. Ведётся ряд дополнительный курсов с учётом вузов, куда школьники решили поступать. В 2007 году в гимназии впервые появился элективный курс «Религии мира».
В 2006 году гимназия № 1517 оказалась в числе победителей конкурса инновационных школ, проводимого в рамках нацпроекта «Образование». 8 ноября 2011 года гимназия № 1517 вошла в официальный рейтинг лучших школ Москвы и получила от столичных властей грант 5 миллионов рублей. В рейтинге лучших школ Москвы, составленном в 2012 году департаментом образования, гимназия № 1517 находится на 37 месте. В рейтинге самых популярных московских школ, составленном в 2012 году Департаментом образования, гимназия № 1517 находится на третьем месте.
По результатам 2013—2014 учебного года, Гимназия 1517 резко поднялась в рейтинге лучших школ Москвы (с 32-й позиции на 16-ю), стала самым лучшим образовательным учреждением в Северо-Западном округе и попала в список 500 лучших школ России.
По результатам 2014—2015 учебного года Гимназия заняла 36-е место по Москве и второй год находится в Топ-500 школ России.
По результатам 2017—2018 учебного года школа заняла 32-е место в рейтинге школ Москвы.
1 сентября 2017 года в связи с преобразованием всех гимназий и лицеев Москвы в общеобразовательные школы учреждение получило название ГБОУ Школа № 1517.

## Учебная жизнь
Функционирует Совет Обучающихся (2 представителя от каждого класса, 2 сопредседателя, руководители отделов) и Ученический Совет, существует своя команда КВН, силами школьников издаётся научно-популярный альманах «Бозон Хиггса» и гимназическая газета «et cetera». Также в Гимназии есть научное сообщество «Astrum Incognitum».

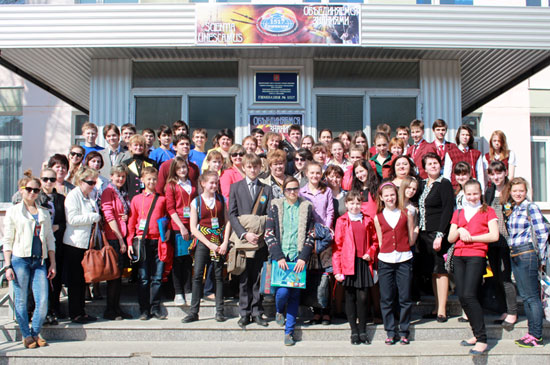
Участники 2-й Конференции. 2013 год.

Практикуется отправка учеников в международные образовательные поездки.
- на ежегодную инновационную выставку BETT, проходящую в Лондоне
- на выставку научных работ в Штутгарте
- на Математический съезд в Пьятро-Нямце (Румыния),
- на Саммиты t-MBA

С 2012 года в Гимназии проходит ежегодная Научно-практическая конференция «Объединяемся знаниями» («Scientia Unescamus»). На ней также проводится международный фестиваль короткометражный фильмов, сделанных учениками, — ГимКинФест, конкурсы робототехники «РоботоБум» и «Нашествие роботов» и различные мастер-классы. На эту Конференцию съезжаются школьники со всей России и из зарубежных стран — Румынии, Абхазии, Испании, Великобритании, Нидерландов, Индии, Китая.
С 2016 года ученики школ принимают участие в конкурсе 3D Бум и занимают там призовые места(2016/2017, 2017/2018, 2018/2019 уч. годы).
В 2018 году ученики Школы 1517 приняли участие в международном конкурсе ICET 2018 и заняли абсолютное первое место в финале. В этом же году ученики школы заняли призовые места на региональном этапе чемпионата Worldskills Russia

## Участие в городских проектах

### Инженерный класс в московской школе[11]
Этот проект объединяет усилия учителей московских школ, открывших инженерные классы, ресурсы всех сетевых учреждений Департамента образования и науки города Москвы, центров технологической поддержки образования и лучших специалистов университетов.
По результатам 2018—2019 учебного года школа вошла в ТОП-10 Москвы
В рамках этого проекта ученики сдавали предпрофессиональный экзамен, принимали участие в предпрофессиональной олимпиаде, где большинство учеников стало призерами, участвовали в международном конкурсе ICET и выступали на различных конференциях.

### Медицинский класс в московской школе[13]
Проект «Медицинский класс в московской школе» объединяет усилия учителей московских школ, открывших медицинские классы, ресурсы всех сетевых учреждений Департамента образования города Москвы и лучших специалистов Первого МГМУ им. И. М. Сеченова и РНИМУ им. Н. И. Пирогова.
По результатам по итогам работы в 2018—2019 учебном году «Школа 1517» вошла в ТОП 30 МОСКВЫ в рейтинге участников проекта
Ученики сдавали предпрофессиональный экзамен, принимали участие в конференциях и проходили независимые диагностики

## ЕГЭ

### 2019
В этому году ученики получили 100 баллов по следующим предметам:
- Химия
- Русский язык
- Физика
- Литература
- Китайский язык(Впервые в истории ЕГЭ)[15]

## Нарушения
В июне 2014 года по результатам проверки Главного контрольного управления города Москвы в действиях руководства Гимназии выявлены многочисленные нарушения законодательства о закупках товаров для государственных нужд. По результатам выдано соответствующие предписание об устранении нарушений. В связи с истечением сроков давности и изменением законодательства к административной ответственности руководство привлечено не было.